# Witgevlekte glaskikker
De witgevlekte glaskikker (Hyalinobatrachium valerioi) is een kikker uit de familie glaskikkers (Centrolenidae).
De soort werd voor het eerst wetenschappelijk beschreven door Emmett Reid Dunn in 1931. Oorspronkelijk werd de wetenschappelijke naam Centrolene valerioi gebruikt.

## Uiterlijke kenmerken
Zoals de naam van deze kleine, tere kikkertjes doet vermoeden, hebben ze een doorschijnende huid, die doet denken aan glas. De kikkervisjes zijn roze tot rood. Aan de vingers en de tenen bevinden zich hechtschijven. De lichaamslengte bedraagt 2 tot 3,5 centimeter.

## Leefwijze
Deze kikkers leven hoofdzakelijk terrestrisch.

## Voortplanting
De paring vindt plaats in de regentijd. Het legsel wordt aan bladeren gehecht, die boven het water hangen. De kikkervisjes die uit het ei komen, vallen direct in het water en graven zich op de bodem in.

## Verspreiding en leefgebied
Deze soort komt voor in Colombia, Costa Rica, Ecuador en Panama in tropische of subtropische vochtige laaglandbossen en rivieren.